# Битка код Киветота
Битка код Киветота одиграла се 21. октобра 1096. године између крсташке војске предвођене Жофријем Бурелом и војске Селџучког царства. Битка је део Сељачког крсташког рата, а завршена је победом Турака и уништењем крсташке војске.

## Битка
Након крсташког пораза у опсади Херигордона, Петар Пустињак се запутио у Цариград да од цара Алексија добије потребне трупе за наставак рата. Већина крсташа се залагала да причекају петра. Томе се противио Жофри Бурел који је желео да одмах нападне турску војску. На крају је одлучено да се крсташка војска поведе ка Никеји.
Крсташка армија од 20.000 људи кренула је 21. октобра ка Никеји. Пет километара од логора на месту где пут улази у уску шумовиту долину Турци су поставили заседу. Кад су Турци напали наступила је паника и дали су се у бег. Они који су се борили су побијени. Само 3.000 са Жофријем Бурелом склонило се у један стари напуштен замак. Византијска војска их је спасла опсаде. Те 3.000 су били једини преживели од 20.000 крсташа.

## Последице
Опсадом Херигордона и битком код Киветота крсташка армија је потпуно уништена. Овом битком је завршен Сељачки крсташки рат. Управо овај страховити пораз крсташа омогућиће касније крсташке успехе код Никеје у Првом крсташком рату. Опијен лаком победом, Килиџ Арслан није ни мислио да је ово тек претходница крсташа и да главнина армије тек стиже. Стога се окренуо својим уобичајеним делатностима, ратовању са суседима.